# Bitva o Kazaň
Bitva o Kazaň byla vojenskou operací Rudé armády v průběhu ruské občanské války a stala se jednou z klíčových bitev. V důsledku vítězství rudoarmějců došlo k masivním logistickým a strategickým problémům mezi interventy a bělogvardějci.
Bitva proběhla na počátku září 1918, kdy bylo město v držení tzv. lidové armády Ústavodárného shromáždění, Československých legií a bělogvardějců.
Na Kazaň udeřily jednotky 5. armády východního frontu pod velením Fjodora Raskolnikova a Petra Slavena. Z východu udeřila 2. armáda. Od 7. září probíhalo dělostřelecké ostřelování Kazaně. 9. září se rudí námořníci pod velením Nikolaje Markina vylodili u města a 2. armáda se setkala s 5. armádou.
Toho dne započal ústup bělogvardějských a intervenčních jednotek. Podpořeny rudou lotyšskou pěchotou zničily komunistické jednotky Lidovou armádu ÚS a město obsadily. Ještě předtím ale stihli Čechoslováci odvézt zlatý carský poklad, který měli v držení po dobytí Kazaně ve dnech 6. až 7. srpna 1918. Tehdejší „noční“ dobytí Kazaně z rukou bolševiků převážně loďstvem po Volze bylo podporováno pěšími i jízdními oddíly vedenými pozdějším prvorepublikovým legionářským generálem Karlem Kutlvašrem.